# Otto Demarmels
Otto Demarmels (22 agosto 1948) è un ex calciatore svizzero, di ruolo centrocampista.

## Carriera

### Club
Bandiera del Basilea, vanta 24 presenze e 3 reti nelle competizioni UEFA per club.

### Nazionale
Esordisce il 26 aprile 1972 contro la Svezia (1-1).

## Palmarès

### Club

#### Competizioni nazionali
- Campionato svizzero: 6

Basilea: 1968-1969, 1969-1970, 1971-1972, 1972-1973, 1976-1977, 1979-1980
- Coppa di Lega svizzera: 1

Basilea: 1971-1972
- Coppa Svizzera: 1

Basilea: 1974-1975

#### Competizioni internazionali
- Coppa delle Alpi: 2

Basilea: 1969, 1970